# Alexei Pawlowitsch Kaigorodow
Alexei Pawlowitsch Kaigorodow (russisch Алексей Павлович Кайгородов; * 29. Juli 1983 in Tscheljabinsk, Russische SFSR) ist ein ehemaliger russischer Eishockeyspieler.

## Karriere
Kaigorodow spielte bereits in der Jugend beim HK Metallurg Magnitogorsk. Dort war er bis Sommer 2006 aktiv, ehe er im Herbst 2006 ein kurzes Gastspiel bei den Ottawa Senators aus der National Hockey League hatte, wo er sechs Spiele absolvierte. Diese hatten ihn im NHL Entry Draft 2002 in der zweiten Runde an der 47. Stelle ausgewählt und benötigten für die Spielzeit 2006/07 einen Mittelstürmer für ihre zweite Sturmreihe. Da der Russe die Erwartungen nicht erfüllen konnte, wurde er zunächst zu den Binghamton Senators, dem Farmteam Ottawas in der American Hockey League, geschickt. Jedoch weigerte sich der Stürmer dort aufzulaufen und kehrte umgehend zu seinem Stammverein nach Russland zurück. Daraufhin suspendierten die Senators ihren einstigen Draft-Pick am 4. November 2006 und transferierten die Rechte an seiner Person im Januar 2007 für Mike Comrie zu den Phoenix Coyotes.
In den folgenden 6 Jahren war Kaigorodow ausschließlich für seinen Heimatverein in der Superliga und Kontinentalen Hockey-Liga aktiv und wurde mit diesem 2007 Russischer Meister. 2008 gewann er mit Metallurg den IIHF-European-Champions-Cup. Im Oktober 2012 wurde der bis 2012 laufende Vertrag zwischen Metallurg und Kaigorodow aufgelöst und dieser erhielt wenige Tage später einen Vertrag bis 2014 bei Salawat Julajew Ufa.
Zu Beginn der Saison 2015/16 stand Kaigorodow bei Barys Astana unter Vertrag, wurde aber Ende Oktober 2015 entlassen und wenige Tage später vom HK Dynamo Moskau unter Vertrag genommen.

### International
Kaigorodow wurde 2003 erstmals in die russische Nationalmannschaft berufen und hatte bei der Weltmeisterschaft 2003 zwei Einsätze. In den folgenden Jahren kam er immer wieder bei Spielen der Euro Hockey Tour für die Sbornaja zum Einsatz, wurde aber nie für einen Weltmeisterschaftskader nominiert. Erst 2011 wurde er für die Weltmeisterschaft in der Slowakei in das Nationalteam berufen und absolvierte dabei 8 Partien, in denen er 4 Scorerpunkte sammelte.

## Erfolge und Auszeichnungen
- 2004 All-Star-Team des Spengler Cup
- 2005 Spengler-Cup-Sieger mit dem HK Metallurg Magnitogorsk
- 2007 Russischer Meister mit dem HK Metallurg Magnitogorsk
- 2008 IIHF-European-Champions-Cup-Sieger mit dem HK Metallurg Magnitogorsk
- 2008 All-Star-Team des IIHF European Champions Cup
- 2016 Gagarin-Pokal-Sieger und Russischer Meister mit dem HK Metallurg Magnitogorsk

### International
- 2000 Goldmedaille bei der World U-17 Hockey Challenge
- 2001 Goldmedaille bei der U18-Junioren-Weltmeisterschaft
- 2003 Goldmedaille bei der U20-Junioren-Weltmeisterschaft

## KHL-Statistik
(Stand: Ende der Saison 2010/11)